# Joe Vargas
Joseph Michael Vargas, detto Joe (Los Angeles, 4 ottobre 1955), è un ex pallanuotista statunitense, vincitore di una medaglia d'argento alle olimpiadi di Los Angeles 1984.
È il fratello del pallanuotista John Vargas.